# Тимчасовий президент Сенату США

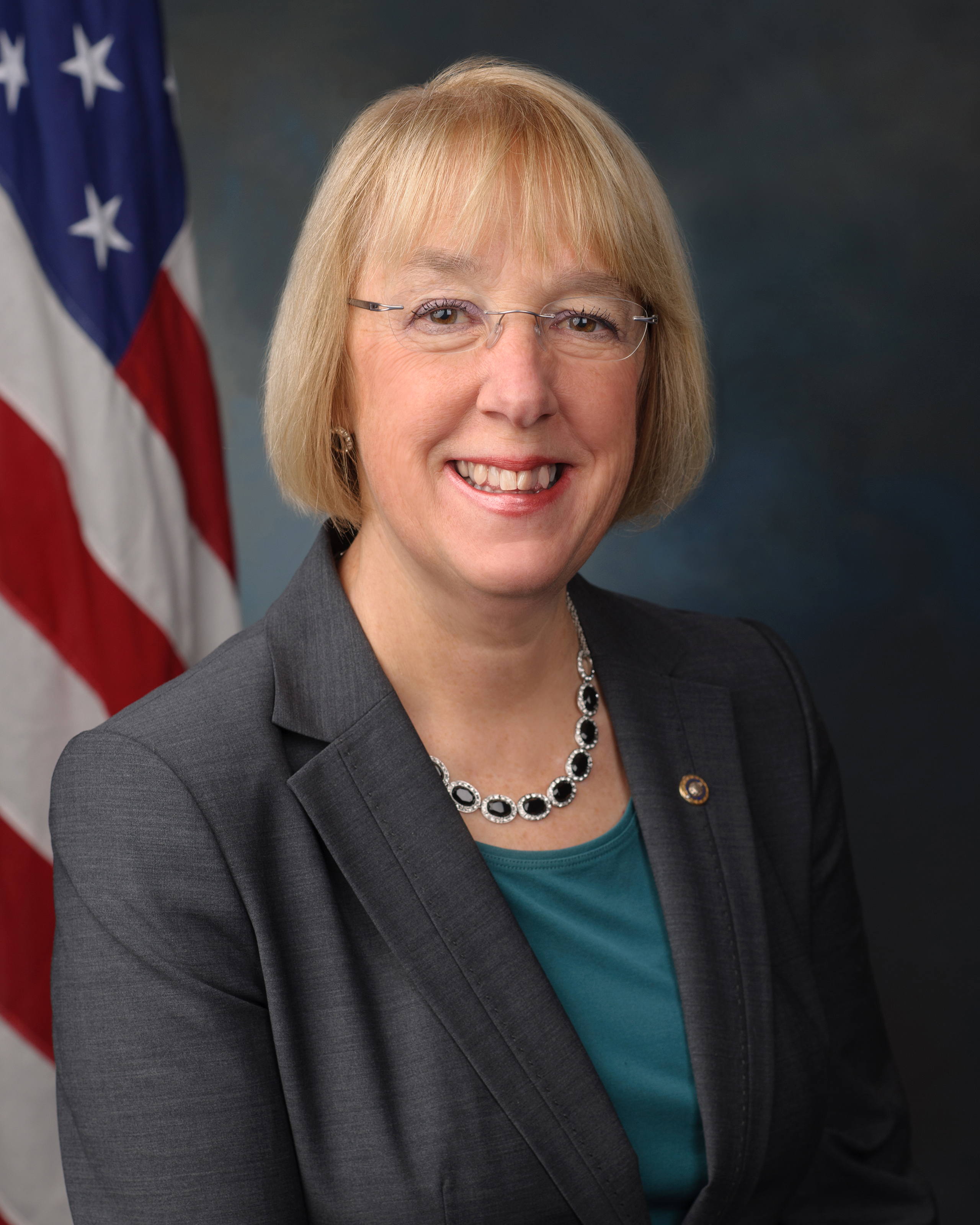
Патті Мюррей, чинна тимчасова президентка Сенату США

Тимчасовий президент Сенату США (англ. President pro tempore of the United States Senate) — друга вища посадова особа в американському Сенаті після віцепрезидента. Посаду Тимчасового президента зазвичай обіймає найстарший сенатор від партії, що отримала більшість.
Також віцепрезидент може запропонувати на цю посаду іншу кандидатуру, однак традиція обрання на цю посаду найстаршого сенатора партії більшості не порушувалася із 1949 року. Сенатори формально вибирають тимчасового президента простою більшістю голосів.
За конституцією США, найвищою посадовою особою у Сенаті є віцепрезидент Сполучених Штатів, однак на практиці він зазвичай не головує у ньому. Під час відсутності віцепрезидента тимчасовий президент Сенату головує у Сенаті або призначає іншого сенатора для цих процедур. При цьому він як сенатор також безпосередньо представляє свій штат, від якого і був обраний та виконує інші обов'язки сенатора, як-то робота в комітетах. Тимчасовий президент Сенату США посідає третє місце у списку успадкування повноважень президента після спікера Палати представників США та віцепрезидента США, будучи, по суті, четвертою людиною в ієрархії політичної системи Сполучених Штатів.
Водночас посада тимчасового президента, зокрема функція головування у Сенаті, на сьогодні є здебільшого церемоніальною. Значно більше впливу у Сенаті мають лідери партій у Сенаті, а також очільники найбільш впливових комітетів Сенату.
Від 3 січня 2023 року тимчасовий президент Сенату — демократка Патті Мюррей. Вона є 93-ю людиною, яка обіймає цю посаду.